# Бухта Матюшенко

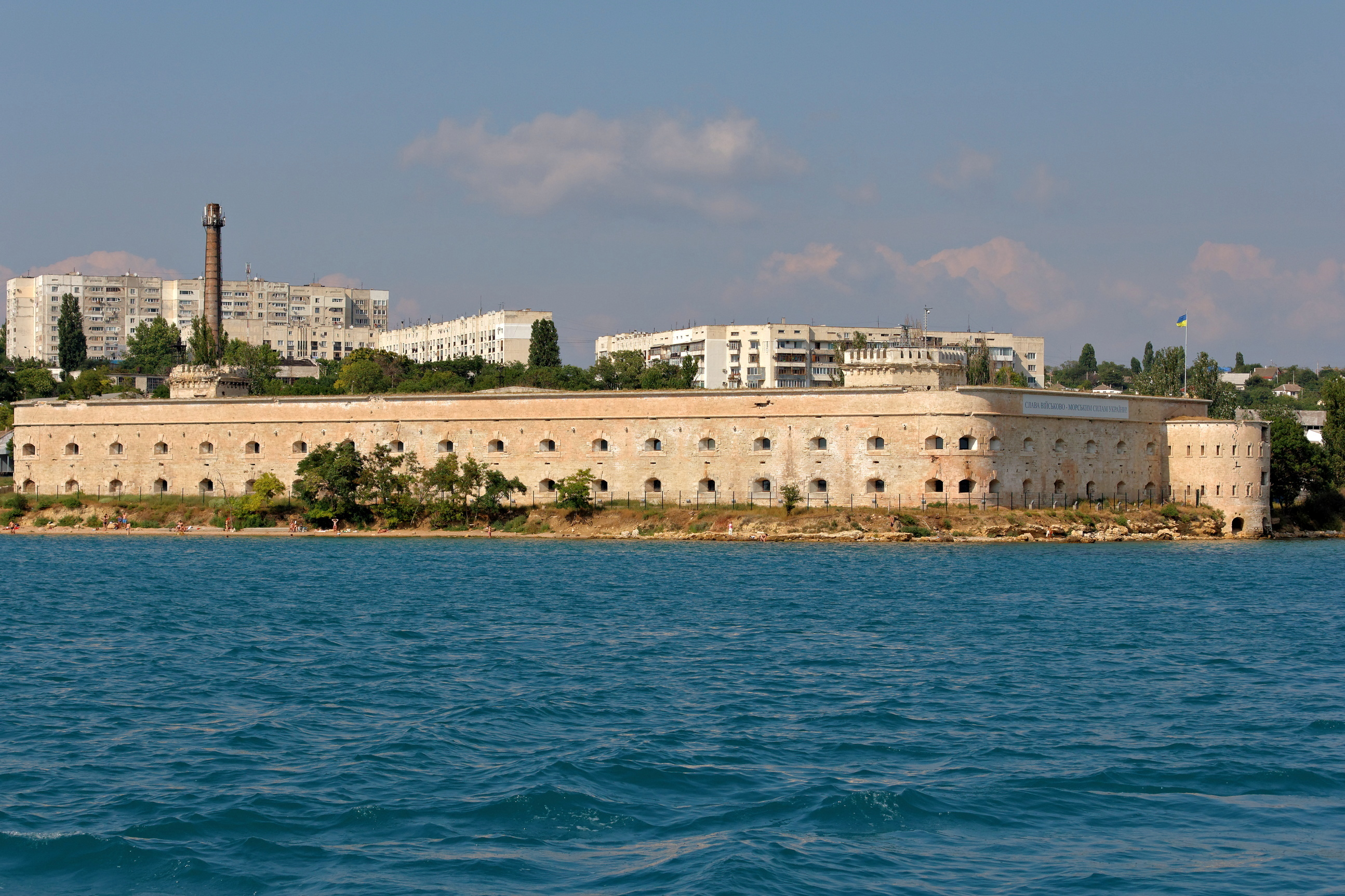
Михайловский равелин на восточной границе бухты

Бухта Матюшенко — бухта на северном берегу Севастопольской бухты, в районе Радиогорка. В бухте оборудован причал для городского катера (маршрут Артбухта — Радиогорка).
На восточной части бухты расположен Михайловский равелин, с запада завершается мысом Радиогорка.
Названа в честь руководителя восстания на броненосце «Потемкин-Таврический» Афанасия Матюшенко.